# Viktoria (1935)
Viktoria ist eine deutsche Verfilmung des gleichnamigen Romans (1898) von Knut Hamsun aus dem Jahre 1935. Unter der ersten Tonfilmregie des bedeutenden Kameramanns Carl Hoffmann spielte Luise Ullrich die Titelrolle. An ihrer Seite übernahm Mathias Wiemann die männliche Hauptrolle.

## Handlung
Norwegen, gegen Ende des 19. Jahrhunderts. Johannes ist ein einfacher Müllerssohn, der nach schriftstellerischen Weihen strebt. Seine Liebe zu der im Grafenschloss aufgewachsenen Viktoria steht wegen des Standesunterschieds unter keinem guten Stern. Die beiden begegnen sich erstmals, als Johannes 14 und Viktoria 10 Jahre alt ist. Johannes und Viktoria kennen sich über Viktorias Bruder Ditlef, mit dem Johannes einst zur Schule ging. Johannes’ Interesse an Viktoria war stets sehr groß, ohne dass sie offiziell gesellschaftlichen Kontakt miteinander pflegen konnten. Johannes versucht alles, um Viktoria zu beeindrucken und die soziale Leiter doch noch zu erklimmen, um eines Tages als „standesgemäß“ anerkannt zu werden. Immer wieder kommt es zwischen den beiden jungen Leuten zu Begegnungen, bei denen sich Viktoria und Johannes ihrer Gefühle gewahr werden, doch bleiben die Klassenunterschiede, die für eine Heirat von eminenter Bedeutung sind, unüberwindlich. Eines Tages muss auch Viktoria einsehen, dass ihre Liebe zum Müllerssohn ohne Chancen ist, und sie fügt sich dem elterlichen Willen. Vom verarmten Vater wird die junge Frau dazu genötigt, den wohlhabenden Otto, einen Vetter Viktorias, zu heiraten. Viktorias Vater erhofft sich durch diese Verbindung die Sanierung des hochherrschaftlichen Landsitzes.
Derweil macht sich Johannes einen Namen als Schriftsteller und hat sich mit der jungen Camilla verlobt. Beide lernten sich kennen, als Johannes das Mädchen bei einem gemeinsamen Bootsausflug rettete, bei dem sie über Bord stürzte und zu ertrinken drohte. In Viktorias Leben herrscht derweil nur Trostlosigkeit und Gefühlselend. Bei dem Verlobungsfest, zu dem Viktoria auch Johannes eingeladen hatte, geraten dieser und Otto heftig aneinander. Eines Tages stirbt Otto bei einem Jagdunfall, was erneut für Viktoria und ihre Familie eine Zukunft mit Unsicherheit bedeutet. Sie hofft nun wieder auf ein gemeinsames Glück, doch Johannes eröffnet ihr, dass er sich mittlerweile mit Camilla verlobt habe. Nach Ottos Tod sieht Viktorias Vater keine Hoffnung mehr, sich und das Schloss zu retten. In einem Anfall von Verzweiflung zündet er daraufhin sein eigenes Anwesen an und kommt dabei in den Flammen um. Viktoria verlässt diesen Ort, der ihr stets Unglück gebracht hatte, und geht mit ihrer Mutter in die Stadt. Dort erkrankt sie eines Tages schwer. Schließlich stirbt Viktoria, noch jung an Jahren, an Tuberkulose. In einem Brief versucht die Verblichene Johannes zu erklären, warum sie so handeln musste, wie sie es tat. Johannes bleibt zurück – im Herzen verwundet, jedoch mit einem Literaturpreis ausgezeichnet, den er für sein erfolgreiches Werk über seine unglückliche Liebe zu Viktoria bekommen hat. So ließ ihn diese Liebe, die keine Erfüllung fand, wenigstens künstlerisch reifen.

## Produktionsnotizen
Die Dreharbeiten zu Viktoria fanden im August und September im Westen Norwegens, in der Region Jondalen und in der Küstenstadt Bergen, statt. Dort wie auch in Berlin wurde der Film am 27. November 1935 auch uraufgeführt.
Minerva-Chef Curt Prickler übernahm auch die Produktionsleitung. Werner Schlichting und Kurt Herlth schufen die Filmbauten. Fritz Pietsch und Anni Loretto kreierten die Kostüme. Schauspieler Alfred Abel übernahm die Dialogregie, Alfred Stöger war Hoffmanns Regieassistent. Komponist Theo Mackeben übernahm auch die musikalische Leitung.
Der Film wartet mit einer beachtlichen Ansammlung ehemaliger Stummfilmstars auf, darunter Erna Morena sowie die Fritz-Lang-Favoriten Alfred Abel, Theodor Loos, Bernhard Goetzke und Margarethe Schön.

## Wissenswertes
Bereits Ende Juni 1935 wurde mit Dreharbeiten in Berlin und auf der Insel Vilm zu einem Viktoria-Film begonnen, bei dem Erich Waschneck Regie führen sollte. Kurz darauf wurde dieser Dreh jedoch wieder eingestellt. Von dieser Version wurden lediglich Luise Ullrich, Erna Morena, Maria Seidler und Heinrich Berg für Hoffmanns Inszenierung übernommen.

## Kritiken
Friedrich Porges lobte in Der Wiener Tag: „Ein literarischer Film, ein gediegener und ernst zu nehmender von streng künstlerischem Zuschnitt […] R. A. Stemmle und Alfred Abel, den Bearbeitern der Hamsun-Erzählung, ist es geglückt, die epische Breite durch die dramatische Steigerung der Szenen Johannes–Victoria und durch die scharfe Pointierung der Zwiegespräche wettzumachen. Carl Hoffmann, der einstige Kameramann, hat sich diesmal keinesfalls mit optischen Wirkungen allein zufriedengegeben. Er hat dem Wort das meiste seiner Aufmerksamkeit geschenkt und sich darum bemüht, Luise Ullrich allen Raum und alle Möglichkeiten für die Entfaltung ihres eigenwilligen Könnens zu bieten.“
Die Österreichische Film-Zeitung schrieb: „Mit ihrer neuesten Filmrolle […] erbringt Luise Ullrich einen neuerlichen Beweis ihrer überzeugenden Kunst. In ihrer Darstellung gewinnt die problematische Figur Viktorias Leben. […] In dem von Carl Hoffmann inszenierten, von schönen norwegischen Landschaftsbildern belebten Film […] sieht man die beiden Hauptdarsteller inmitten eines Ensembles ausgezeichneter deutscher Kräfte.“
Dagegen bezeichnete der Kritiker Pem „Viktoria“ in Der Morgen – Wiener Montagblatt als einen „Antifilm“: „Die Sublimität dieser zartesten Liebesgeschichte Hamsuns, in der die nordische Luft voller Unausgesprochenheiten ist, wird im Film zerredet.“
In der Einschätzung des Norwegischen Filminstituts heißt es „Eine zeittypische und euphorische Version, die sich strikt an den Roman hält und alles aus der Sicht des Müllersohns Johannes erzählt, im Gegensatz zu Bo Widerbergs und vor allem Torun Lians Versionen, die mehr Raum für Victorias Erfahrungen lassen. Der Film wurde bei Baroniet Rosendal, in Jondalen und im alten Bergen aufgenommen und bietet ein authentisches Erlebnis in bekannter Umgebung.“.

„Frühe Verfilmung des Romans von Knut Hamsun, die sich allzu ängstlich an eine wörtliche Umsetzung klammert. Ganz auf die intensive Darstellungskunst des Liebespaars konzentriert, doch letztlich nicht mehr als ein ambitioniertes Rührstück um unüberwindbare Standesunterschiede.“